# Hicksonella princeps
Hicksonella princeps is een zachte koraalsoort uit de familie Gorgoniidae. De koraalsoort komt uit het geslacht Hicksonella. Hicksonella princeps werd in 1910 voor het eerst wetenschappelijk beschreven door Nutting. 